# Heliopausa

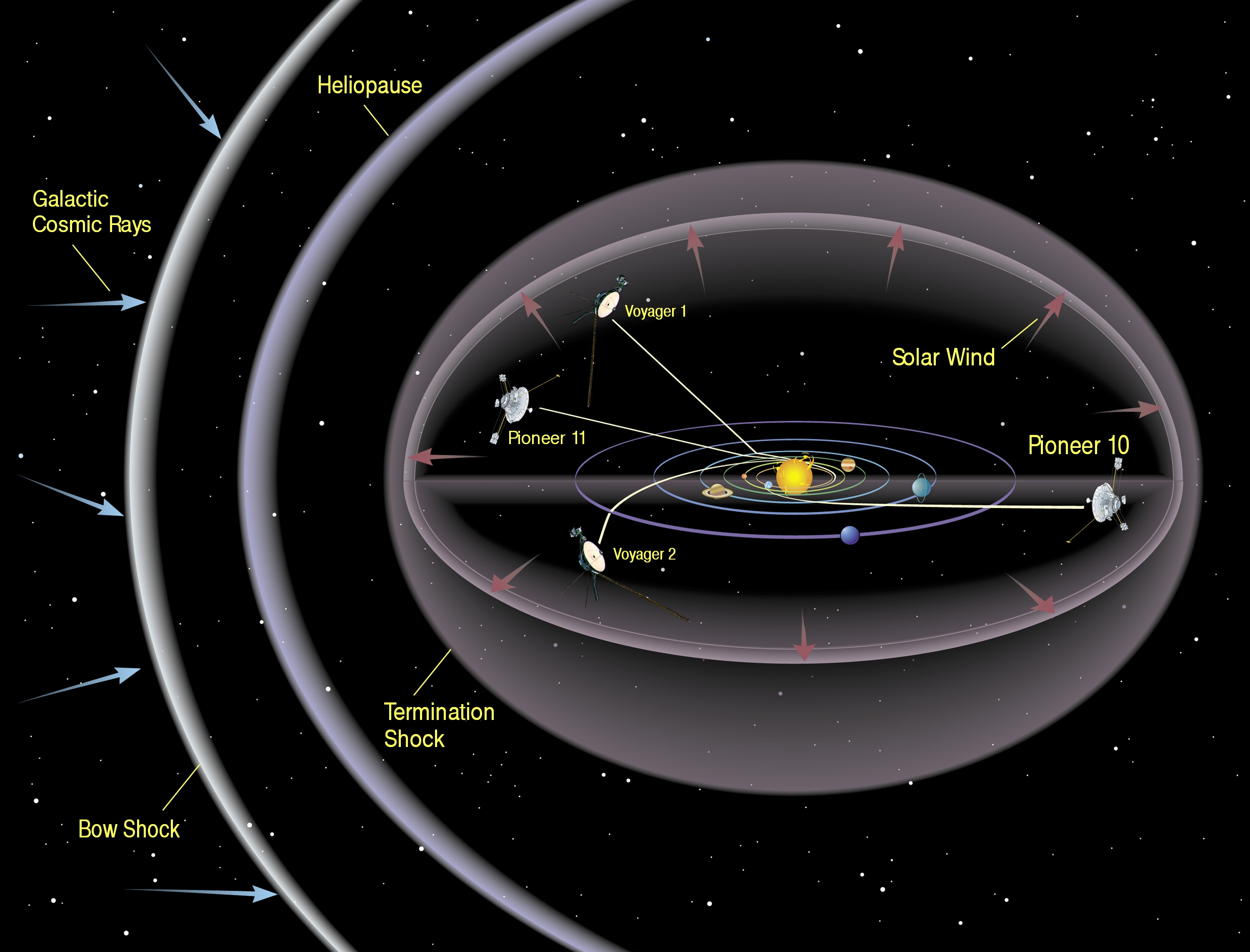
Representación gráfica de este fenómeno cósmico.

La heliopausa es el punto en el que el viento solar se une al medio interestelar o al viento estelar procedente de otras estrellas. Sería el límite de la Heliosfera.
Es un límite teórico aproximadamente circular o en forma de lágrima, que señala el límite de influencia del Sol. Se localiza en el punto en el que la pérdida de presión del viento solar, causada por la dispersión inherente a su difusión radial, iguala a la presión exterior del medio interestelar. Una buena visualización casera de este efecto se obtiene en un fregadero donde el chorro de agua crea una zona de difusión laminar en torno al punto en el que toca el fondo. El tamaño de esta zona varía según el caudal y la presión del agua encharcada. 
Señala la frontera entre el sistema solar y el espacio interestelar, y se desconoce su distancia real del Sol, aunque se supone que ésta es menor en la dirección de movimiento del Sol en la galaxia, y se sabe que se encuentra más allá de la órbita de Plutón. Los cometas, sin embargo, atraviesan este límite, ya que sus órbitas son muy excéntricas, extendiéndose hasta 50 000 UA o más.
La Voyager 1 fue la primera nave que exploró la Heliopausa, en diciembre de 2004. La Voyager 2 entró en la Heliopausa el 30 de agosto de 2007, a unos 16 000 millones de kilómetros de la Voyager 1, y a más de 15 000 millones de kilómetros del Sol.
La NASA anunció el 12 de septiembre de 2013 que la nave Voyager 1, oficialmente, dejó la heliopausa y llegó al espacio interestelar el 25 de agosto de 2012.